# Tyrtée Tastet
Pour les articles homonymes, voir Tastet.
 (mars 2022).
La mise en forme du texte ne suit pas les recommandations de Wikipédia : il faut le « wikifier ».
Les points d'amélioration suivants sont les cas les plus fréquents :
- Les titres sont pré-formatés par le logiciel. Ils ne sont ni en capitales, ni en gras.
- Le texte ne doit pas être écrit en capitales (les noms de famille non plus), ni en gras, ni en italique, ni en « petit »…
- Le gras n'est utilisé que pour surligner le titre de l'article dans l'introduction, une seule fois.
- L'italique est rarement utilisé : mots en langue étrangère, titres d'œuvres, noms de bateaux, etc.
- Les citations ne sont pas en italique mais en corps de texte normal. Elles sont entourées par des guillemets français : « et ».
- Les listes à puces sont à éviter, des paragraphes rédigés étant largement préférés. Les tableaux sont à réserver à la présentation de données structurées (résultats, etc.).
- Les appels de note de bas de page (petits chiffres en exposant, introduits par l'outil «  Source ») sont à placer entre la fin de phrase et le point final[comme ça].
- Les liens internes (vers d'autres articles de Wikipédia) sont à choisir avec parcimonie. Créez des liens vers des articles approfondissant le sujet. Les termes génériques sans rapport avec le sujet sont à éviter, ainsi que les répétitions de liens vers un même terme.
- Les liens externes sont à placer uniquement dans une section « Liens externes », à la fin de l'article. Ces liens sont à choisir avec parcimonie suivant les règles définies. Si un lien sert de source à l'article, son insertion dans le texte est à faire par les notes de bas de page.
- La présentation des références doit suivre les conventions bibliographiques. Il est recommandé d'utiliser les modèles {{Ouvrage}}, {{Chapitre}}, {{Article}}, {{Lien web}} et/ou {{Bibliographie}}. Le mode d'édition visuel peut mettre en forme automatiquement les références.
- Insérer une infobox (cadre d'informations à droite) n'est pas obligatoire pour parachever la mise en page.

Pour une aide détaillée, merci de consulter Aide:Wikification.
Si vous pensez que ces points ont été résolus, vous pouvez retirer ce bandeau et améliorer la mise en forme d'un autre article.
Vincent Tyrtée Tastet (Dax, 29 juillet 1809 - Saint-Germain-en-Laye, 21 janvier 1865) est un auteur dramatique français qui se faisait appeler Tyrtée ou Tyrtée Tastet. Le Tyrtée original était le poète officiel de Sparte au VIIe siècle av. J.-C.
Il est surtout connu aujourd'hui pour son Histoire des quarante fauteuils de l'Académie française depuis la fondation jusqu'à nos jours : 1635-1844.
Il fut rédacteur en chef de L'Essor, décrit par Jean Finot comme une des « petites feuilles contemporaines », qui employa Ferdinand Dugué, Albéric Second et Emmanuel Gonzalès et publia la première nouvelle de Labiche, Les plus belles sont les plus fausses.
Il était l'ami du compositeur Félicien David (qui mit en musique plusieurs de ses poèmes), à tel point que celui-ci demanda dans son testament à « être enterré dans le cimetière du Pecq auprès de [s]on ami Tastet ». Il avait passé les dernières années de sa vie chez la veuve de Tyrtée Tastet, à Saint-Germain-en-Laye, villa Juno (détruite), dans ce qui est maintenant la rue Félicien-David (29, rue des Monts-Grevets jusqu'en 1878), et c'est là qu'il mourut.

## Œuvres
- 1832 : La Réputation d'une femme, musique de M. Adrien, mise en scène de M. Grandville, par MM. Octave de Cès-Caupenne [le baron de Cès-Caupenne, directeur de l'Ambigu, 1830-38] et Tyrtée [Tastet]. Mélodrame en trois actes et dix tableaux, tiré des Contes de l’Atelier [de Michel Masson]. Représenté pour la première fois, à Paris, sur le théâtre de l'Ambigu-Comique, le 12 mai 1832. Paris Dondey-Dupré, 1832[7].

Le critique du Figaro fit de cette œuvre une critique sévère, accusant l'auteur de plagiat
- 1832 : L'Amant en gage, vaudeville en 1 acte, par MM. Laurencin et Tyrtée (Tastet). Création : théâtre de l’Ambigu-Comique, le 20 mai 1832. Paris, A. Leclaire, 1832[9].
- 1838 : Le Toréador, drame en cinq actes, par M. Tyrtée Tastet, représenté pour la première fois à Paris sur le théâtre de la Gaîté le 29 avril 1858. Paris, impr. de J.-R. Mévrel (s. d.) http://www.xn--thtre-documentation-cvb0m.com/content/le-tor%C3%A9ador-tyrt%C3%A9e-tastet
- 1847 : L'Amour créateur (Quand l'ombre voile je jour), paroles de Mr Tyrtée Tastet. Paris, Brandus et Cie, musique de Félicien David, 1866, Éd. E. Gérard.
- 1847 : Formosa (Je tremble à te voir si charmante), paroles de Mr Tyrtée Tastet, musique de Félicien David. Paris, Brandus et Cie, 1866.
- 1870 : La Patrie ! Départ de la Garde mobile. La Fiancée du Franc-tireur. Une bataille de l'armée française. Le Salut du drapeau, Le Talion (réponse à l'ode de Ruckker [Friedrich Rückert, Geharnischte Sonette (Sonnets cuirassés), 1813]). Nantes, Morel, 1870 (posthume).